# Esclavitud del salario

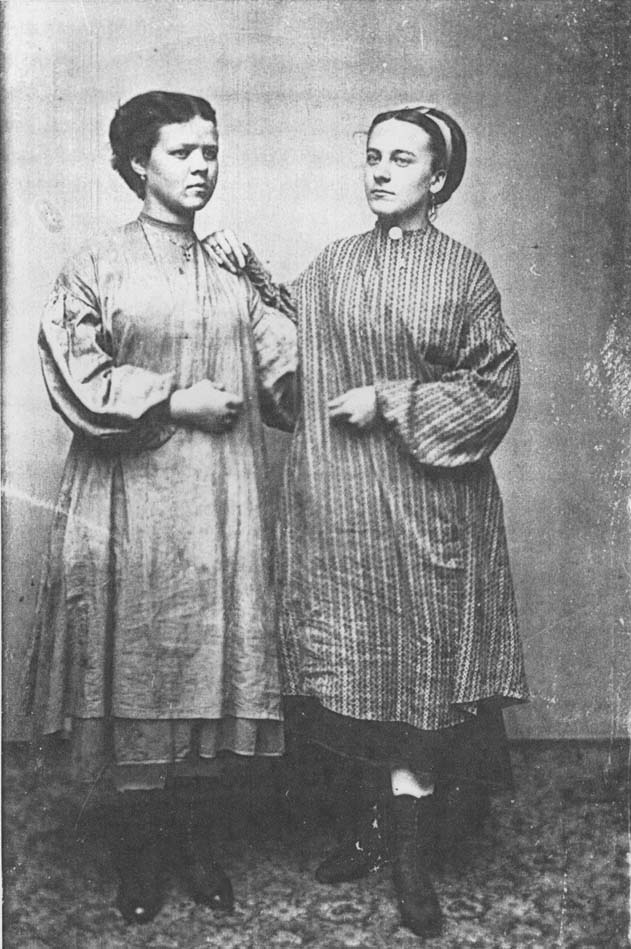
, Lowell Hall (Massachusetts)

La esclavitud salarial o los salarios de esclavitud se refieren a la dependencia de una persona de los salarios (o un salario) para su sustento, especialmente cuando los salarios son bajos, el trato y las condiciones son deficientes y hay pocas oportunidades de movilidad ascendente.
El término se utiliza a menudo por críticos del empleo basado en salarios para criticar la explotación laboral y la estratificación social, siendo lo primero visto principalmente como una desigualdad de poder de negociación entre el trabajo y el capital, especialmente cuando a los trabajadores se les pagan salarios comparativamente bajos, como en talleres de miseria, y lo segundo se describe como una falta de autogestión de los trabajadores, elecciones laborales satisfactorias y tiempo libre en una economía. La crítica de la estratificación social abarca una amplia gama de opciones laborales limitadas por las presiones de una sociedad jerárquica para realizar un trabajo insatisfactorio que priva a los seres humanos de su "carácter de especie" no solo bajo la amenaza de extrema pobreza y hambruna, sino también de estigma social y disminución de estatus. Históricamente, muchas organizaciones y activistas socialistas han defendido la autogestión de los trabajadores o las cooperativas de trabajadores como posibles alternativas al trabajo asalariado.
Las similitudes entre el trabajo asalariado y la esclavitud fueron señaladas ya en la antigua Roma, como se menciona en De Officiis de Cicerón. Con el advenimiento de la Revolución Industrial, pensadores como Pierre-Joseph Proudhon y Karl Marx desarrollaron la comparación entre el trabajo asalariado y la esclavitud, y se involucraron en la crítica del trabajo, mientras que los luditas enfatizaban la deshumanización causada por las máquinas. La introducción del trabajo asalariado en la Gran Bretaña del siglo XVIII fue resistida, dando lugar a los principios del sindicalismo y el anarquismo.
Antes de la guerra civil estadounidense, los defensores sureños de mantener a los afroamericanos en la esclavitud invocaban el concepto de esclavitud salarial para comparar favorablemente la condición de sus esclavos con la de los trabajadores del Norte. Estados Unidos abolió la mayoría de las formas de esclavitud después de la Guerra Civil, pero los activistas de los sindicatos encontraron útil la metáfora: según el historiador Lawrence Glickman, en la Era Dorada "la referencia era abundante en la prensa laboral y es difícil encontrar un discurso de un líder laboral sin la frase".

## Historia
La idea de que trabajar por salarios es similar a la esclavitud se remonta a la antigüedad. En la antigua Roma, Cicerón escribió que "el mismo salario que [los trabajadores asalariados] reciben es un testimonio de su esclavitud".

En 1763, el periodista francés Simon Linguet publicó una descripción influyente de la esclavitud salarial:
"El esclavo era valioso para su amo debido al dinero que le había costado... Valían al menos tanto como lo que podían venderse en el mercado... Es la imposibilidad de vivir de otra manera lo que obliga a nuestros trabajadores agrícolas a cultivar la tierra cuyos frutos no comerán y a nuestros albañiles a construir edificios en los que no vivirán... Es la necesidad la que los obliga a arrodillarse ante el hombre rico para obtener su permiso para enriquecerlo... ¿qué ganancia efectiva [ha] traído la supresión de la esclavitud [para él]? Él es libre, dices. ¡Ah! Esa es su desgracia... Estos hombres... [tienen] los amos más terribles, más imperiosos, es decir, la necesidad... Por lo tanto, deben encontrar a alguien que los contrate o morir de hambre. ¿Eso es ser libre?"
La idea de que el trabajo asalariado tiene similitudes sustanciales con la esclavitud fue defendida activamente a fines del siglo XVIII y XIX por defensores de la esclavitud (especialmente en los estados sureños de Estados Unidos) y por opositores del capitalismo (que también eran críticos de la esclavitud). Algunos defensores de la esclavitud, principalmente de los estados esclavistas del Sur, argumentaban que los trabajadores del Norte eran "libres solo de nombre, los esclavos del trabajo interminable" y que sus esclavos estaban en mejores condiciones. Esta afirmación ha sido corroborada en parte por algunos estudios modernos que indican que las condiciones materiales de los esclavos en el siglo XIX eran "mejores que las que generalmente estaban disponibles para los trabajadores urbanos libres en ese momento". En este período, Henry David Thoreau escribió que "es difícil tener un capataz sureño; es peor tener uno del norte; pero lo peor de todo es cuando eres el propio conductor de esclavos".
Los abolicionistas en los Estados Unidos criticaron la analogía como falaz.[28] Argumentaron que los trabajadores asalariados "no eran ni perjudicados ni oprimidos". Abraham Lincoln y los republicanos sostuvieron que la condición de los trabajadores asalariados era diferente de la esclavitud siempre y cuando los obreros tuvieran la oportunidad de desarrollarse y trabajar por cuenta propia, logrando el auto empleo. El abolicionista y ex esclavo Frederick Douglass declaró inicialmente "ahora soy mi propio amo" al conseguir un trabajo remunerado. Sin embargo, más tarde en su vida llegó a la conclusión opuesta, afirmando que "la experiencia demuestra que puede haber una esclavitud de salarios que es un poco menos agobiante y aplastante en sus efectos que la esclavitud de bienes muebles, y que esta esclavitud de salarios debe desaparecer junto con la otra". Douglass continuó hablando sobre estas condiciones que surgen de la desigualdad de poder de negociación entre la clase propietaria/capitalista y la clase trabajadora/no propietaria en un mercado monetario obligatorio: "No se puede adoptar un dispositivo más astuto y efectivo para defraudar a los trabajadores del sur que aquel que sustituye las órdenes a los tenderos por la moneda en el pago de los salarios. Tiene el mérito de mostrar honestidad, pero pone al trabajador completamente a merced del propietario de la tierra y del tendero".

## Aproximación socialista
Según la explicación del marxismo de este fenómeno, utilizada por corrientes de socialismo y sindicalismo, la esclavitud del salario es la condición donde una persona debe vender su energía de trabajo, sometiéndose a la autoridad de un patrón simplemente para poder subsistir. 
La esclavitud salarial se puede describir como una carencia de derechos, uno no puede pagar un abogado, su única alternativa a un sistema de salud es la pública y, en un caso extremo, se depende del trabajo infantil para la subsistencia. Finalmente, los únicos derechos obtenidos son en el ámbito del mercado laboral. Los capitalistas son los poseedores de los bienes de ganancia (tierra, industria, etc.) y obtienen un beneficio simplemente por conceder el permiso de utilizarlos, lo que hacen a cambio de salarios. Los detractores del capitalismo demandan que la propiedad privada de dichos medios es un hurto y que, puesto que los proletarios (quien no dispone de bienes y vive de un sueldo) son la mayoría, la aristocracia mantiene la esclavitud salarial con el control de los medios y las instituciones educativas, y utilizando las leyes y la violencia de Estado (por ejemplo, la policía arrestará a trabajadores que intenten mantener en funcionamiento una fábrica, sin ser una cooperativa autorizada, aun siendo de manera democrática y organizada).

## Aproximación capitalista
Según la explicación de los partidarios del capitalismo y la economía de mercado, la explotación no es la relación patronal-laboral voluntaria, que se considera un acuerdo racional entre personas y un avance en la división del trabajo, sino la frustración ante las pocas opciones para encontrar un empleo proporcional a la calificación individual y la insatisfacción entre trabajo realizado y paga recibida. 
Los partidarios del capitalismo dicen que este es un problema relacionado con la poca capitalización de la población, debido a las restricciones a la libre empresa y la ausencia de seguridad jurídica para la inversión privada - características propias de sistemas donde no se ha desarrollado el capitalismo: feudalismo, mercantilismo, comunismo y populismo o estatismo - que impiden a la sociedad generar más empresas, más capitalistas y más empleos que aumenten el poder adquisitivo de la población mediante el ahorro. Es decir, la realización individual en el plano material es directamente proporcional a la acumulación de propiedad privada y el crecimiento económico, siendo ilógica para la teoría capitalista aquella teoría socialista de que la propiedad y el dinero de unos individuos empobrece a otros que trabajan voluntariamente para ellos por una paga.